# Accident de chasse
 (mai 2021).
Un accident de chasse est une blessure ou un homicide survenant lors de la pratique légale de la chasse et mettant en cause le plus souvent des armes à feu.
« Les plaies par armes de chasse sont extrêmement graves, responsables de multiples associations lésionnelles qui peuvent passer inaperçues, avec une morbimortalité élevée. Elles imposent une prise en charge thérapeutique multidisciplinaire ». Un risque collatéral de saturnisme existe en raison de la présence fréquente de plomb dans les munitions. Un tel accident, quelles qu'en soient les conséquences, a de nombreuses suites juridiques et assurantielles, impliquant la mise en cause des responsabilités civile et pénale du chasseur incriminé, celles du détenteur de droit de chasse et/ou celles de l'association organisatrice de la chasse ou de l'accompagnateur de chasse accompagné. Le « facteur humain » est en jeu dans la plupart des cas d'accidents,.

## Histoire
Des accidents de chasse ayant causé la mort ou de graves blessures sont cités par la littérature depuis l'antiquité, et notamment en France à l'époque médiévale.
Le type d'accidentologie a fortement changé avec l'apparition de l'arme à feu.

## Typologie des causes et des victimes
La très grande majorité des accidents mortels reste liée à un manquement aux règles élémentaires de sécurité et en particulier au non-respect de l’angle de sécurité de 30°, à un tir sans identification ou à une mauvaise manipulation de l’arme. Le manque d'expérience a pu être incriminé,.
En France, le nombre de victimes est comptabilisé par l'Office national de la chasse et de la faune sauvage (ONCFS), qui tient un décompte précis et annuel de ces accidents dont le nombre est en baisse légère depuis 20 ans. Pour la saison 2018-2019, il fait état de 131 accidents dont 7 mortels.
Selon l'ONCFS, 410 personnes ont été tuées lors d'accidents de chasse en France entre 1999 et 2019 et au moins 2 792 accidents sont recensés pendant la même période.
Dans 90 % des cas, les victimes sont des chasseurs. Parmi les non-chasseurs atteints, il arrive qu'il s'agisse de promeneurs, de promeneuses, ou d'enfants de chasseurs,.

## Dépistage de l'alcoolémie
Aux États-Unis, où la consommation d’alcool moyenne dans la population générale est de 20 % inférieure à ce qu'elle est en France, sur 2349 jeunes adultes chasseurs, 23 % des chasseurs hommes ont dit avoir déjà chassé en état d’ivresse. L'ébriété est constatée dans 15 % des accidents de chasse dans ce pays. L'Agence américaine d’éducation à la chasse rappelle que « consommer de l’alcool avant ou pendant la chasse augmente les risques d’accident en affectant la coordination, l'audition, la vision, la communication et le jugement » (pour rappel, les balles de chasse au grand gibier peuvent parcourir jusqu’à cinq kilomètres. Selon une étude danoise (basée sur un panel de 1800 chasseurs), le risque de survenue d'un accident lié à une arme à feu croît directement avec le degré d’alcoolémie. Une étude suisse basée sur les entrées aux urgences hospitalières concluait qu'environ un tiers des accidents survenus en action de chasse étaient des chutes (d'un mirador par exemple), or l'action de l’alcool sur la vigilance et l'oreille interne (centre de l'équilibre) et sur le cervelet dégradent les capacités d'anticipation et de coordination. L'alcool dégrade aussi les réflexes, ainsi que l'ouïe et la vision (vision périphérique et nocturne dégradées, éblouissement, vision floue, diplopie en état d'ivresse et cataracte et dégénérescence maculaire liée à l’âge favorisées par l'alcoolisme chronique...). L'alcool favorise les erreurs de jugements qui peuvent être fatales en cas de mauvaise identification de la cible et de non-respect de l’angle de 30 degrés (interdiction de tirs dans les secteurs angulaires de 30 degrés à gauche et à droite) ou les tirs en direction d’habitations. Il favorise aussi les conduites d’agression et peut aller dans les cas graves jusqu'à l'hallucinose alcoolique et le delirium tremens. C'est même la substance psychoactive la plus constamment reliée à l’agression humaine dans le monde.
En France, selon la Fédération de chasse Fdc83, pour chaque accident corporel ayant justifié un constat par les forces de l'ordre (police, gendarmerie) ou l'ONCFS, un dépistage d'alcoolémie est systématiquement réalisé. Pour l'ensemble des accidents de la saison 2011-2012 à la saison 2017-2018, ce dépistage s'est révélé positif dans 7 % des cas et donc négatif dans 93% des cas. 
Selon un rapport sénatorial d’information publié en 2022, une « petite minorité » des chasseurs français chasserait en état d'ivresse et 9 % des décès et incidents graves seraient dus à l’ébriété d’un chasseur. Ce rapport suggère « d’interdire l’alcool et les stupéfiants lors de la chasse ». Ce même rapport précise que pour l'alcoolémie : « un dépistage n'est pas réalisé pour les accidents les moins graves » et que souvent l'identification des auteurs n'a pas été possible.

## Statistiques dans le monde
Aux États-Unis et au Canada, on compte 2 891 accidents de chasse entre 2002 et 2007, dont 261 mortels, mais une étude a montré qu'aux États-Unis, les données officielles du National Vital Statistics System sous-estiment les accidents par arme à feu quand la victime est abattue par une autre personne (le cas est souvent classé parmi les homicides involontaires, sans précision d'un lien avec la chasse). Certains accidents liés à la chasse (ex : chute d'un pylône ou poste de chasse) ne sont pas comptabilisés comme auto-accidents de chasse (s'il n'y a pas de blessure ou mort par munition de chasse).

### Statistiques en France

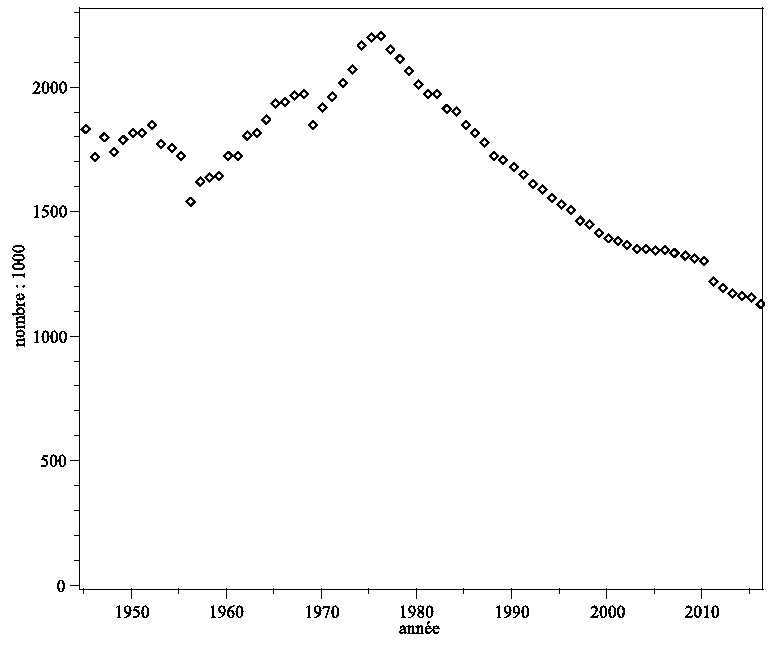
Le nombre d'accidents est à mettre en relation avec l'évolution du nombre de permis de chasse en France (présentée sur ce graphique, en milliers de permis), tout en tenant compte du fait que le nombre de munitions tirées contre le grand gibier a beaucoup augmenté, et que la quantité de grand gibier a également beaucoup augmenté

Source principale: Office national de la chasse et de la faune sauvage et Office français de la biodiversité.
Pour des raisons techniques, il est temporairement impossible d'afficher le graphique qui aurait dû être présenté ici.

Pour des raisons techniques, il est temporairement impossible d'afficher le graphique qui aurait dû être présenté ici.

Selon le rapport de janvier 2020 de l'Institut national de veille sanitaire (INVS) sur les accidents traumatiques dans le sport en 2017 et 2018, les accidents déclarés dans le cadre d'une activité de chasse comptent pour 4 % de tous les accidents liés au sport (loin derrière les noyades et autres accidents survenus lors de la pratique de sports aquatiques (23%) et accidents en montagne (37%).
En termes de définition, ces statistiques concernent en France généralement les atteintes à des personnes-tiers (blessures ou décès) ou à soi-même (on parle alors d'« auto-accident ») causées « par des armes de chasse lors de la pratique de cette activité. Les tirs sur les maisons, les véhicules ou les animaux sont comptabilisés comme des "incidents". Le décès d'un chasseur ou une blessure pour une autre cause : infarctus, chute, accidents de la route... ne sont pas comptabilisés comme des "accidents de chasse" ». En 2022, l'Office français de la biodiversité (OFB, chargé de collecter ces statistiques après avoir intégré l'ONCFS) a précisé qu'avec cette définition, il « n'a pas pour objectif de minimiser les chiffres mais de caractériser la spécificité de l'accident de chasse qui est lié à l'usage d'une arme ».
Dans la plupart des pays, depuis le milieu du XXe siècle, des législations, formations (dont lors de la préparation au permis de chasse) et actions de sensibilisations, avec par exemple la création en France, en 1997, d'un réseau national « sécurité à la chasse » par l'ONCFS qui ont été suivi d'une baisse régulière du nombre d'accidents de chasse ; une loi de 2019 a aussi imposé la création dans chaque fédération départementale des chasseurs, d'une « commission départementale de sécurité à la chasse » (composée de membres du conseil d'administration de la fédération)un bilan publié par le Sénat en septembre 2022 d'après les données de l'Office français de la biodiversité, montre qu'en vingt ans, le nombre d'accidents de chasse a chuté de 46 % pendant que le nombre de tués diminuait de 74 %, en tenant compte de :
- la diminution du nombre de chasseur (-29,3 % sur la même période de 20 ans)[20] ;
- l'augmentation du nombre de coups de feu tirés contre le grand gibier)[20] ;
- la forte augmentation du nombre d'animaux tués par balle à la chasse (+ 75 % en 20 ans pour le grand gibier en France, avec selon la FNC, + 66 % du nombre de balles tirées ; et durant le pic pandémique de Covid en 2020, le tableau de chasse grand gibier n'a presque pas diminué[20].

En France, durant cette période 2002-2021 (soit 18 ans), 88 % des victimes d'accidents de chasse ont été des chasseurs, et 29 % de ces accidents étaient des auto-accidents ; 
- pour plus de moitié (55 %) ils ont eu lieu lors d'une battue au grand gibier et 20% sont dus à de mauvaises manipulations des armes, et 37% à un tir hors de l'angle des 30°. Lors de la chasse du grand gibier, les accidents sont surtout causés par des fusils « mais, il apparaît que les armes semi-automatiques prennent une place importante : 37 % des accidents avec des fusils, 52 % de ceux avec des carabines. C'est un point de vigilance »[20]. Lors de ces battues, les auteurs et victimes d'accidents étaient des traqueurs (21 %) et surtout des chasseurs postés (74 %), dont 5 % tiraient depuis un mirador ; les auteurs et victimes de ces accidents se répartissent dans les mêmes proportions similaires[20].
- le reste des accidents (45 %) concerne la chasse au petit gibier (chassé avec des cartouches à grenaille de plomb en général, ou de métal alternatif au plomb dans les zones humides ou vers les zones humides) « là aussi, on constate que la majeure partie des accidents sont liés à de graves fautes de comportement. 77 % des accidents résultent de tirs vers des personnes, des habitations, des routes et, tout simplement, sans identification ! Les accidents liés à une mauvaise maîtrise de l'arme représentent la partie restante »[20].

De manière générale, en France, « 71 % des accidents ont lieu le week-end, le dimanche pour 46 % et le samedi pour 25 % », mais le nombre de victimes non-chasseurs enregistrées par les statistiques est à peu près identique chaque jour de la semaine.
En termes de distance, entre 2021 et 2021/début 2022, l'essentiel des accidents graves (blessures, mort) ont eu lieu à moins de 58 mètres mais les "incidents" enregistrés par les statistiques ont plus souvent lieu à plus de 200 mètres (essentiellement lors de chasses au grand gibier à la carabine).

Seuls 3% des accidents relèvent du hasard et de la malchance (ricochets, chutes, mais « certaines sans doute alors que l'arme aurait dû être déchargée » ; Sur les 7 accidents mortels répertoriés en 2020-2021/début 2022, 6 étaient dus à des tirs directs, dont trois sans identifier la cible, 3 étaient des auto-accidents. 3 des auteurs étaient âgés de 77 ans, 81 ans et 102 ans. Un de ces sept accidents fatals était lié à l'alcool. « Un auto-accident a pour victime un jeune homme de 16 ans qui était seulement accompagné de son frère de 12 ans ». Le rapport sénatorial de 2022 en conclue que si « "le risque zéro n'existe pas", agir fermement pour réduire les risques est possible ».
Les incidents enregistrés sont le plus  souvent des tirs vers des habitations, des véhicules et des animaux domestiques et d'après les analyses de l'OFB parfois en non-respect flagrant des règles élémentaires de sécurité et avec une « méconnaissance des propriétés de l'arme ».

Armes concernées : les carabines sont surreprésentées (56 % des incidents) et sont la cause des incidents à grande distance qui alimentent un sentiment d'insécurité lié à la chasse, mais on ne dispose pas encore en 2022 de « données fiable pouvant être interconnectée avec le SIA, le système d'information sur les armes, et le FINADIA, le fichier national automatisé des personnes interdites d'acquisition et de détention d'armes ». La chasse au grand gibier est d'ailleurs la cause de 88 % des incidents (pour la période 1999 et 2019. En 2022, « le nombre exact de titulaires du permis de chasser n'est pas connu dans notre pays. Il est évalué entre quatre et cinq millions (...) il y a une différence sensible concernant les validations entre les évaluations de la Fédération des assureurs et la FNC ». Pour remédier à ceci, en 2019, la loi a créé un fichier national du permis de chasser (au moins pour les permis passés à partir de 2003 et validés par la FNC article. Malgré les modules de formation préalable obligatoire, dans les deux premières décennies du XXIe siècle, 80 % des échecs au permis de chasse sont dus à des fautes de sécurité.

## Législation en France
S'appliquent :
- l'interdiction de la chevrotine et les chevrotines liées (depuis le début des années 1970), ainsi que - depuis 1993 - l'utilisation d'armes semi-automatiques dont le magasin et la chambre peuvent contenir plus de trois cartouches (classées arme de guerre par Décret n°93-17 du 6 janvier 1993).
- l'obligation depuis 1989 d'une formation pratique avant le passage de l'examen (« Les fédérations départementales des chasseurs (FDC) en sont responsables mais sans contenu formalisé. Les formations restent très hétérogènes », selon une mission d'information sénatoriale (2022)[28].
- l'intégration (depuis 2003) d'un examen pratique sur un parcours dédié lors du permis de chasser : les candidats « doivent manipuler un fusil basculant et ne pas faire de faute de sécurité ou des fautes de tir en n'identifiant pas les plateaux de couleur symbolisant une espèce protégée. Ils utilisent également une carabine à verrou lors d'un tir sur un « sanglier courant » (cible mécanique en mouvement placée sur un rail et ayant habituellement la forme d'un sanglier). Les FDC sont responsables des formations qui durent une journée »[28].
- l'obligation (depuis 2005) de présenter un certificat médical pour l'inscription à l'examen du permis de chasser.
- les articles 1240 et 1241 suivants du code civil, qui traitent de la responsabilité du fait personnel que ce soit une action ou une omission (négligence ou imprudence) ;
- l’article 1242, alinéa 1, du code civil : On est responsable non seulement du dommage que l’on cause par son propre fait, mais encore de celui qui est causé par le fait des personnes dont on doit répondre, ou des choses que l’on a sous sa garde ;
- s’agissant de la responsabilité pénale : homicide involontaire (221-6 du code pénal);blessures involontaires (222-19 et 222-20 du code pénal); violation manifestement délibérée d’une obligation particulière de prudence ou de sécurité (223-1 du code pénal)[31].
- L'article L. 424-15 a créé une formation théorique obligatoire de remise à niveau des chasseurs sur les règles élémentaires de sécurité , sans examen, en présentiel ou en ligne, gratuite, pour tous les chasseurs (1/2 journée tous les dix ans). Le programme de cette formation est produit par la Fédération nationale des chasseurs ; selon le rapport sénatorial de 2022, il est d'excellente qualité et peut contribuer à une prise de conscience par l'usage d'images « choc » et la présentation de cas concrets d'accidents à travers des simulations 3D expliquées ; mais « le défi est maintenant de parvenir à former le million de chasseurs sous dix ans alors que du retard a été pris avec la crise sanitaire. Dans une fédération importante comme la FICIF (Île-de-France sauf Seine-et-Marne), cela correspond à 2 300 chasseurs par an sur trois sites mobilisant l'ensemble des techniciens. La FNC a indiqué à la mission que mi-2022 plus de 105 000 chasseurs avaient déjà suivi cette formation au plan national et que l'objectif était d'atteindre les 150 000 à la fin 2022 »[28].
- la suspension et rétention administrative du permis de chasser en cas d'accident (depuis la loi de 2019)[32] ; Sans attendre les jugements qui seront prononcés par les tribunaux pour homicide ou blessure involontaire[33], les agents et le directeur général de l'OFB peuvent prendre plusieurs sanctions conservatoires[28] :
- « En cas d'incident grave susceptible de mettre en danger la vie d'autrui, ils peuvent désormais retenir à titre conservatoire le permis de chasser »[28] ;
- « En cas d'accident ayant entraîné la mort d'une personne ou involontairement causé une atteinte grave à l'intégrité physique d'une personne à l'occasion d'une action de chasse, cette rétention conservatoire est automatique »[28].

« Le directeur général de l'OFB peut, dans les soixante-douze heures de la rétention, prononcer la suspension du permis de chasser du chasseur impliqué pour une durée qui ne peut excéder six mois. Dans le cas contraire, le permis est remis à l'intéressé. En cas d'accident mortel ou de blessures graves, la suspension administrative est portée à un an maximum (articles L. 423-25-2 et L. 423-25-5 du code de l'environnement) (...). Le directeur général de l'OFB peut prononcer d'autres sanctions comme un avertissement judiciaire (31 en 2020 et 35 en 2021) ou l'interdiction de délivrance du permis si le mis en cause n'en est pas encore titulaire. Des sanctions peuvent également être prononcées contre un accompagnateur de chasse accompagné (article L. 423-25-4 du code de l'environnement) ».
Selon l'OFB 13 suspensions de six mois et deux suspensions de 12 mois ont été prononcées en 2020 et 16 suspensions de six mois et quatre suspensions de 12 mois ont été décidées en 2021.